# Group Portrait
Group Portrait je kompilacijski album chichaške rock zasedbe Chicago, ki je izšel leta 1991 pri založbah Columbia Records in Legacy Records, kasneje pa je ponovno izšel pri založbi skupine, Chicago Records. Kompilacija vsebuje hite in skladbe s prvih štirinajstih albumov skupine ter redke verzije skladb.
Group Portrait se opazno razlikuje od drugih kompilacijskih albumov skupine. Ni označen s številko in ni del kanona skupine, naslovnica vsebuje poleg logotipa tudi fotografijo skupine, album pa vsebuje tudi komentarje članov skupine Jamesa Pankowa, Roberta Lamma in Walta Parazaiderja, nekdanjega člana Petra Cetere in nekdanjega producenta Jamesa Williama Guercia. V nasprotju z antologijo The Box iz 2003, vsebuje kompilacija le skladbe, izdane pri založbi Columbia Records in ne vsebuje skladb, izdanih pri založbi Warner Bros. Records.

## Seznam skladb
| Disk | Št. | Naslov                                      | Dolžina | Originalni album                                                                |
| ---- | --- | ------------------------------------------- | ------- | ------------------------------------------------------------------------------- |
| 1    | 1   | »Introduction«                              | 6:35    | Chicago Transit Authority (1969)                                                |
| 1    | 2   | »Does Anybody Really Know What Time It Is?« | 4:35    | Chicago Transit Authority                                                       |
| 1    | 3   | »Beginnings«                                | 7:55    | Chicago Transit Authority                                                       |
| 1    | 4   | »Questions 67 & 68«                         | 5:03    | Chicago Transit Authority                                                       |
| 1    | 5   | »Listen«                                    | 3:22    | Chicago Transit Authority                                                       |
| 1    | 6   | »Poem 58«                                   | 8:36    | Chicago Transit Authority                                                       |
| 1    | 7   | »I'm a Man«                                 | 7:40    | Chicago Transit Authority                                                       |
| 1    | 8   | »Make Me Smile«                             | 4:35    | Chicago (1970)                                                                  |
| 1    | 9   | »So Much to Say, So Much to Give«           | 1:02    | Chicago                                                                         |
| 1    | 10  | »Anxiety's Moment«                          | 0:57    | Chicago                                                                         |
| 1    | 11  | »West Virginia Fantasies«                   | 1:33    | Chicago                                                                         |
| 1    | 12  | »Colour My World«                           | 3:00    | Chicago                                                                         |
| 1    | 13  | »To Be Free«                                | 1:31    | Chicago                                                                         |
| 1    | 14  | »Now More Than Ever«                        | 1:10    | Chicago                                                                         |
| 1    | 15  | »Fancy Colours«                             | 5:10    | Chicago                                                                         |
| 1    | 16  | »25 or 6 to 4«                              | 4:51    | Chicago                                                                         |
| 1    | 17  | »Where Do We Go from Here«                  | 2:50    | Chicago                                                                         |
| 2    | 1   | »Flight 602«                                | 2:45    | Chicago III (1971)                                                              |
| 2    | 2   | »Free«                                      | 2:16    | Chicago III                                                                     |
| 2    | 3   | »What Else Can I Say«                       | 3:13    | Chicago III                                                                     |
| 2    | 4   | »Mother«                                    | 4:28    | Chicago III                                                                     |
| 2    | 5   | »Lowdown«                                   | 3:35    | Chicago III                                                                     |
| 2    | 6   | »A Song for Richard and His Friends«        | 6:22    | Chicago at Carnegie Hall (1971)                                                 |
| 2    | 7   | »A Hit by Varèse«                           | 4:51    | Chicago V (1972)                                                                |
| 2    | 8   | »Saturday in the Park«                      | 3:56    | Chicago V                                                                       |
| 2    | 9   | »Dialogue]] Part I«                         | 2:57    | Chicago V                                                                       |
| 2    | 10  | »Dialogue Part II«                          | 4:12    | Chicago V                                                                       |
| 2    | 11  | »Alma Mater«                                | 3:52    | Chicago V                                                                       |
| 2    | 12  | »Feelin' Stronger Every Day«                | 4:14    | Chicago VI (1973)                                                               |
| 2    | 13  | »In Terms of Two«                           | 3:30    | Chicago VI                                                                      |
| 2    | 14  | »Critics' Choice«                           | 2:49    | Chicago VI                                                                      |
| 2    | 15  | »Just You 'n' Me«                           | 3:43    | Chicago VI                                                                      |
| 2    | 16  | »Something in This City Changes People«     | 3:42    | Chicago VI                                                                      |
| 3    | 1   | »Life Saver«                                | 5:18    | Chicago VII (1974)                                                              |
| 3    | 2   | »Happy Man«                                 | 3:31    | Chicago VII                                                                     |
| 3    | 3   | »(I've Been) Searchin' So Long«             | 4:28    | Chicago VII                                                                     |
| 3    | 4   | »Skinny Boy«                                | 5:12    | Chicago VII                                                                     |
| 3    | 5   | »Byblos«                                    | 6:16    | Chicago VII                                                                     |
| 3    | 6   | »Wishing You Were Here«                     | 4:33    | Chicago VII                                                                     |
| 3    | 7   | »Call on Me«                                | 4:01    | Chicago VII                                                                     |
| 3    | 8   | »Brand New Love Affair, Part I & II«        | 4:29    | Chicago VIII (1975)                                                             |
| 3    | 9   | »Harry Truman«                              | 3:01    | Chicago VIII                                                                    |
| 3    | 10  | »Old Days«                                  | 3:29    | Chicago VIII                                                                    |
| 3    | 11  | »You Are on My Mind«                        | 3:21    | Chicago X (1976)                                                                |
| 3    | 12  | »If You Leave Me Now«                       | 3:54    | Chicago X                                                                       |
| 3    | 13  | »Together Again«                            | 3:53    | Chicago X                                                                       |
| 3    | 14  | »Another Rainy Day in New York City«        | 3:01    | Chicago X                                                                       |
| 3    | 15  | »Hope for Love«                             | 3:03    | Chicago X                                                                       |
| 4    | 1   | »Take Me Back to Chicago«                   | 5:15    | Chicago XI (1977)                                                               |
| 4    | 2   | »Mississippi Delta City Blues«              | 4:40    | Chicago XI                                                                      |
| 4    | 3   | »Baby, What a Big Surprise«                 | 3:05    | Chicago XI                                                                      |
| 4    | 4   | »Prelude (Little One)«                      | 0:52    | Chicago XI                                                                      |
| 4    | 5   | »Little One«                                | 5:44    | Chicago XI                                                                      |
| 4    | 6   | »No Tell Lover«                             | 4:13    | Hot Streets (1978)                                                              |
| 4    | 7   | »Closer to You«                             | 4:54    | B-stran singla »Must Have Been Crazy«; posneta med snemanjem albuma Hot Streets |
| 4    | 8   | »Gone Long Gone«                            | 3:59    | Hot Streets                                                                     |
| 4    | 9   | »Alive Again«                               | 4:05    | Hot Streets                                                                     |
| 4    | 10  | »Must Have Been Crazy«                      | 3:24    | Chicago 13 (1979)                                                               |
| 4    | 11  | »Doin' Business«                            | 3:25    | Prej neizdana (1991); s snemanja albuma Chicago XIV (1980)                      |
| 4    | 12  | »Song for You«                              | 3:41    | Chicago XIV                                                                     |
| 4    | 13  | »Thunder and Lightning«                     | 3:32    | Chicago XIV                                                                     |
| 4    | 14  | »The American Dream«                        | 3:17    | Chicago XIV                                                                     |
| 4    | 15  | »Beginnings (v živo)«                       | 3:41    | Chicago at Carnegie Hall                                                        |